# 营盘镇 (凤庆县)
营盘镇，是中华人民共和国云南省临沧市凤庆县下辖的一个乡镇级行政单位。

## 行政区划
营盘镇下辖以下地区：
营盘村、大乃坝村、景杏村、贺费村、勐统村、杨家寨村、忙岗村、红立村、三塔村、邦拐村、秀塘村、忙邦村、干塘村、里拐村、安平村、田坝口村和京立安村。